# Amblyseius aequipilus
Amblyseius aequipilus är en spindeldjursart som beskrevs av Berlese 1914. Amblyseius aequipilus ingår i släktet Amblyseius och familjen Phytoseiidae. Inga underarter finns listade i Catalogue of Life.